# Фернандо Лукас Мартінс
Ферна́ндо Лу́кас Ма́ртінс (порт. Fernando Lucas Martins; нар. 3 березня 1992, Ерешин, Бразилія) — бразильський футболіст, півзахисник.

## Клубна кар'єра

### «Греміу»
Фернандо — вихованець академії клубу «Греміу» з Порту-Алегрі. 28 червня 2009 року в матчі проти «Спорт Ресіфі» він дебютував за основну команду в бразильській Серії A, в другому таймі, замінивши Елдера Сантуша. 14 березня 2010 року в поєдинку Ліги Гаушу проти «Інтер Санта-Марія» Фернандо забив свій перший гол за «Греміу». У тому ж році він допоміг команді виграти чемпіонат Ліги Гаушу. 2 травня 2013 року в матчі Кубка Лібертадорес проти колумбійського «Санта-Фе» Фернандо забив м'яч.

### «Шахтар» Донецьк
13 червня 2013 року Фернандо підписав п'ятирічний контракт з донецьким «Шахтарем». Сума трансферу склала 11 млн євро. 14 липня в матчі проти «Говерли» він дебютував в чемпіонаті України, замінивши Фреда у другому таймі. 21 вересня в поєдинку проти «Ворскли» Фернандо забив свій перший гол за донецький клуб. У складі «Шахтаря» Фернандо виграв чемпіонат і Суперкубок України.

### «Самподрія»
Влітку 2015 року він перейшов до італійської «Сампдорію». Сума трансферу склала 8 млн. євро. 23 серпня в матчі проти «Карпі» Фернандо дебютував в італійськії Серії A. У цьому ж поєдинку він забив свій перший гол за «Сампдорію». Він відразу ж завоював місце в основі і провів майже всі матчі без замін. Після того, як клуб насилу уникнув вильоту в Серію B (15-е місце з 20 команд), Фернандо вирішив покинути команду.

### «Спартак» Москва
Влітку 2016 року з'явилася інформація про інтерес до футболіста з боку московського «Спартака». Переговори йшли довго і складно. 17 липня він підписав контракт з клубом. Сума трансферу склала 12 мільйонів євро. 31 липня у матчі проти тульського «Арсеналу» Фернандо дебютував в чемпіонаті Росії, замінивши у другому таймі на 60-й хвилині Джано Ананідзе. У наступних 4 матчах чемпіонату Росії Фернандо виходив у стартовому складі і провів на полі по 90 хвилин, в кожному з цих матчів отримавши по жовтій картці в проміжок з 67-го по 72-ю хвилини. 5 листопада в гостьовому матчі проти «Томі» він забив свій перший гол за «Спартак».

## Виступи за збірні
У 2009 році Фернандо в складі юнацької збірної Бразилії став переможцем юнацького чемпіонату Південної Америки. У 2011 році він у складі молодіжної збірної Бразилії виграв молодіжний чемпіонат Південної Америки в Перу. На турнірі Фернандо зіграв у матчах проти команд Парагваю, Чилі, Аргентини, Уругваю, а також двічі Колумбії і Еквадору.
Влітку того ж року Фернандо виграв молодіжний чемпіонат світу в Колумбії. На турнірі він зіграв у матчах проти команд Єгипту, Австрії, Панами, Саудівської Аравії, Іспанії, Мексики та Португалії.
11 жовтня 2012 року в товариському матчі проти збірної Іраку Фернандо дебютував за збірну Бразилії, замінивши в кінці другого тайму Пауліна. У 2013 році він у складі збірної виграв домашній Кубок конфедерацій. На турнірі Фернандо зіграв у матчі проти збірної Італії.
14 серпня 2013 року вийшов на поле в товариському матчі проти збірної Швейцарії в Базелі.

## Статистика виступів

### Клубні виступи
Станом на 20 липня 2013 року
| Клуб               | Сезон              | Чемпіонат | Чемпіонат | Кубок | Кубок | Міжнародні | Міжнародні | Інше | Інше  | Total | Total |
| Клуб               | Сезон              | Ігор      | Голів     | Ігор  | Голів | Ігор       | Голів      | Ігор | Голів | Ігор  | Голів |
| ------------------ | ------------------ | --------- | --------- | ----- | ----- | ---------- | ---------- | ---- | ----- | ----- | ----- |
| «Греміо»           | 2010               | 13        | 0         | 2     | 0     | -          | -          | 6    | 1     | 21    | 1     |
| «Греміо»           | 2011               | 22        | 1         | -     | -     | 4          | 0          | 7    | 0     | 33    | 1     |
| «Греміо»           | 2012               | 32        | 1         | 10    | 2     | 6          | 0          | 16   | 4     | 64    | 7     |
| «Греміо»           | 2013               | 1         | 0         | -     | -     | 9          | 1          | 9    | 1     | 19    | 2     |
| Всього за «Греміо» | Всього за «Греміо» | 68        | 2         | 12    | 2     | 19         | 1          | 38   | 6     | 137   | 11    |
| «Шахтар» Д         | 2013-14            | 1         | 0         | 0     | 0     | 0          | 0          | 0    | 0     | 1     | 0     |

### Статистика виступів за збірну
Станом на 25 липня 2013
| Дата       | Місто               | Господарі | Результат | Гості    | Турнір                  | Голи | Примітки |
| ---------- | ------------------- | --------- | --------- | -------- | ----------------------- | ---- | -------- |
| 11-10-2012 | Мальме              | Бразилія  | 6 – 0     | Ірак     | товариський матч        | -    | 89'      |
| 21-03-2013 | Женева              | Італія    | 2 – 2     | Бразилія | товариський матч        | -    |          |
| 25-03-2013 | Лондон              | Бразилія  | 1 – 1     | Росія    | товариський матч        | -    |          |
| 25-04-2013 | Белу-Оризонті       | Бразилія  | 2 – 2     | Чилі     | товариський матч        | -    | 79'      |
| 2-06-2013  | Ріо-де-Жанейро      | Бразилія  | 2 – 2     | Англія   | товариський матч        | -    | 73'      |
| 9-06-2013  | Порту-Алегрі        | Бразилія  | 3 – 0     | Франція  | товариський матч        | -    | 65'      |
| 22-06-2013 | Салвадор (Бразилія) | Італія    | 2 – 4     | Бразилія | Кубок Конфедерацій 2013 | -    | 76'      |
| Усього     |                     | Матчів    | 7         |          | Голів                   | 0    |          |

## Досягнення
«Греміу»
- Переможець Ліги Гаушу: 2010

- Чемпіон України (1):

«Шахтар»: 2013-14
- Володар Суперкубка України (2):

«Шахтар»: 2013, 2014
- Чемпіон Росії (1):

«Спартак» (Москва): 2016-17
- Володар Суперкубка Росії (1):

«Спартак» (Москва): 2017
Бразилія U-15
- Чемпіон Південної Америки (U-15): 2007

Бразилія U-17
- Чемпіон Південної Америки (U-17): 2009

Бразилія U-20
- Чемпіон світу (U-20): 2011
- Чемпіон Південної Америки (U-20): 2011

Бразилія
- Переможець Кубка конфедерацій: 2013